# Tinsukia

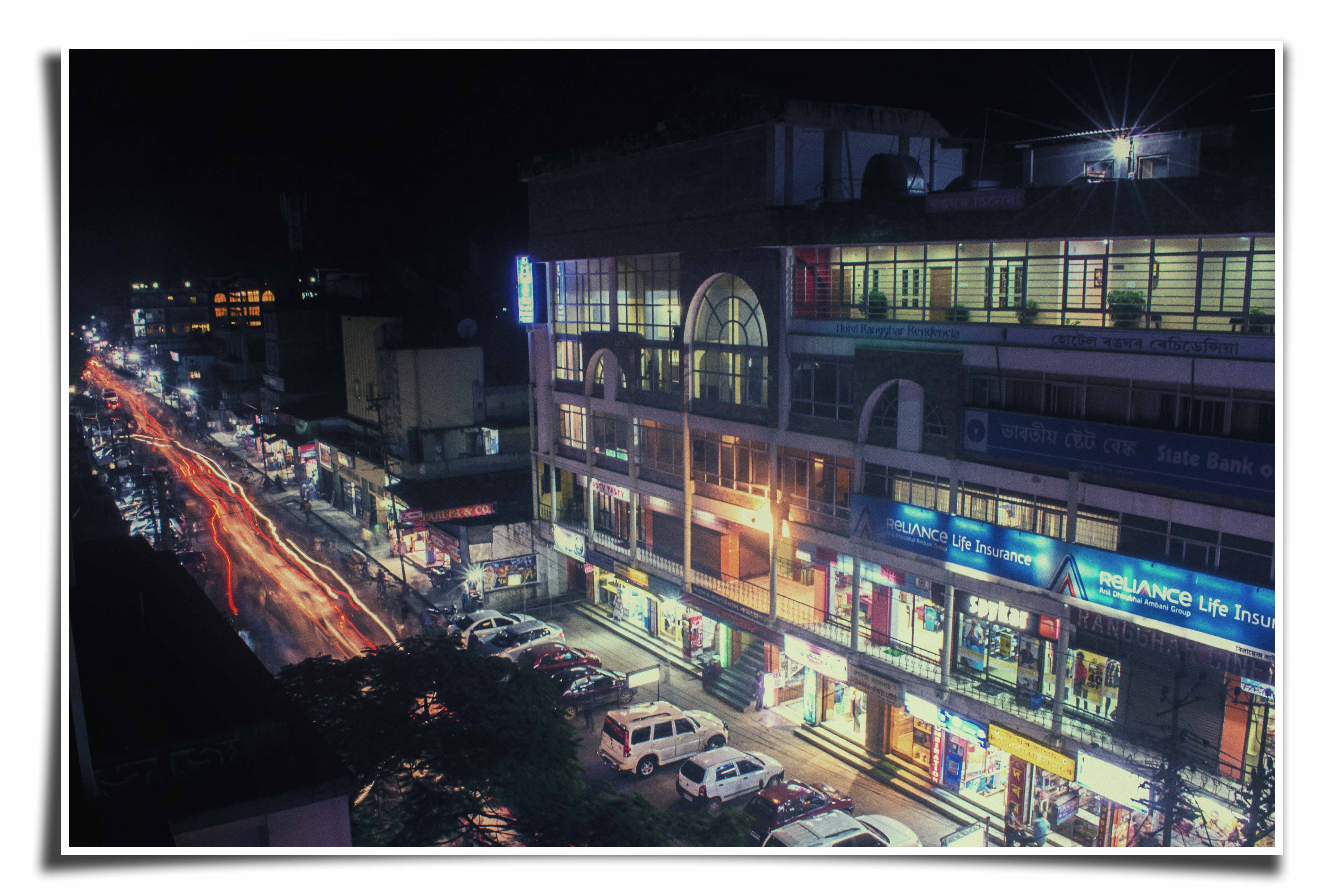
Gata i Tinsukia.

Tinsukia är en stad i den indiska delstaten Assam, och är huvudort för ett distrikt med samma namn. Folkmängden uppgick till 99 448 invånare vid folkräkningen 2011, med förorter 126 389 invånare. Nationalparken Dibru-Saikhowa ligger i närheten.